# Reprezentacja Łotwy na Mistrzostwach Świata w Narciarstwie Klasycznym 2011
Reprezentacja Łotwy na Mistrzostwach Świata w Narciarstwie Klasycznym 2011 liczy 13 sportowców.

## Medale

### Złote medale
Brak

### Srebrne medale
Brak

### Brązowe medale
Brak

## Wyniki

### Biegi narciarskie mężczyzn
Bieg na 15 km
- Arvis Liepiņš - 75. miejsce
- Nauris Biekrnieks - odpadł w kwalifikacjach

Sprint
- Roberts Slotins - odpadł w kwalifikacjach
- Juris Damshkalns - odpadł w kwalifikacjach
- Oskars Muižnieks - odpadł w kwalifikacjach
- Rinalds Kostjukovs - odpadł w kwalifikacjach

Bieg na 50 km
- Ravis Zimelis - 67. miejsce
- Arvis Liepiņš - 71. miejsce
- Pavel Ribakovs - 74. miejsce
- Janis Teteris - 77. miejsce

### Biegi narciarskie kobiet
Sprint
- Inga Daushkane - odpadła w kwalifikacjach
- Zane Eglite - odpadła w kwalifikacjach
- Kristine Liepina - odpadła w kwalifikacjach
- Natalija Kovalova - odpadła w kwalifikacjach